# Powiat de Bydgoszcz
Le powiat de Bydgoszcz (en polonais : powiat bydgoski) est une unité de l'administration territoriale (district) et du gouvernement local dans la Voïvodie de Couïavie-Poméranie en Pologne.

## Division administrative

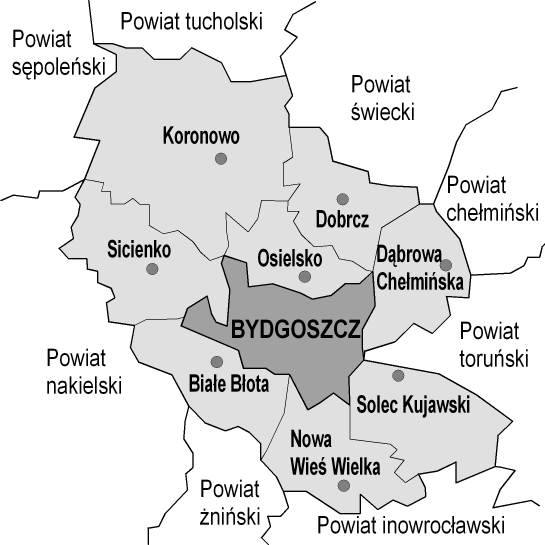
Carte du powiat

Le powiat est composé de 8 communes (gminy). Son chef-lieu Bydgoszcz est une ville-powiat qui ne fait pas partie du powiat.
| Gmina              | Type  | Superficie (km²) | Population (2006) | Chef-lieu          |
| Koronowo           | mixte | 411,7            | 23 229            | Koronowo           |
| Solec Kujawski     | mixte | 175,4            | 16 067            | Solec Kujawski     |
| Białe Błota        | rural | 122,1            | 14 003            | Białe Błota        |
| Dobrcz             | rural | 130,4            | 9 215             | Dobrcz             |
| Sicienko           | rural | 179,5            | 8 987             | Sicienko           |
| Osielsko           | rural | 102,9            | 8 917             | Osielsko           |
| Nowa Wieś Wielka   | rural | 148,5            | 8 176             | Nowa Wieś Wielka   |
| Dąbrowa Chełmińska | rural | 124,6            | 7 179             | Dąbrowa Chełmińska |

## Référence
- Potemska, R. (1973). Pradzieje Bydgoszczy i powiatu bydgoskiego (No. 4). Państwowe wydawn. naukowe, Oddział w Łódzi.